# Синяково (Великолукский район)
Синяково — деревня в Великолукском районе Псковской области России. Входит в состав сельского поселения «Черпесская волость».
Расположена на севере района, в 58 км к северу от райцентра Великие Луки, в 12 км к северо-востоку от волостного центра, деревни Черпесса и в 2 км к северо-востоку от деревни Дрёпино.

## Население
Численность населения деревни по состоянию на 2000 год составила 2 жителя, на 2010 год — постоянные жители отсутствовали.